# Evangelhos sinópticos

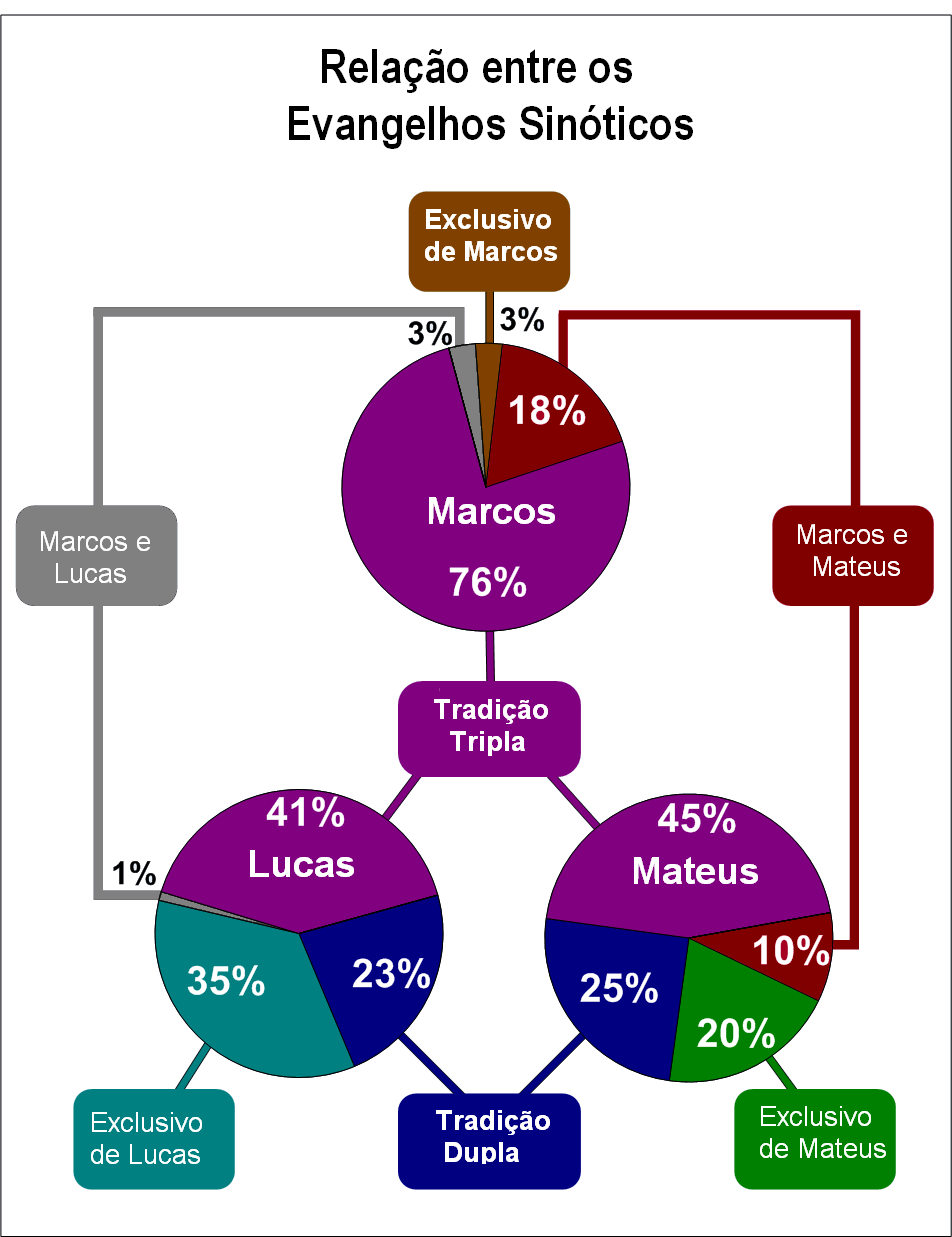
Quase todo o conteúdo do evangelho de Marcos pode ser encontrado no evangelho de Mateus, e muitas partes têm similaridade com Lucas. Adicionalmente, Mateus e Lucas têm uma grande quantidade de material em comum, não encontrado em Marcos.

Evangelhos sinópticos ou evangelhos sinóticos são os evangelhos de Mateus, Marcos e Lucas, assim referidos por conterem uma grande quantidade de histórias em comum, narradas na mesma sequência, às vezes com as mesmas frases. Considera-se que tal grau de paralelismo, em termos de conteúdo - narrativa, linguagem e estrutura de frases - somente pode ocorrer em uma literatura interdependente. Muitos estudiosos acreditam que esses evangelhos compartilham o mesmo ponto de vista e são claramente ligados entre si.
Desde que a exegese começou a ser aplicada à Bíblia, ainda no século XVIII, os exegetas os chamaram de "evangelhos sinópticos" pois se aperceberam que, dos quatro evangelhos, os três primeiros apresentavam grandes semelhanças entre si, de tal forma que, se colocados em três grelhas paralelas – donde vem o nome sinóptico, do grego συν, "syn" («junto») + oοψις, "opsis" («ver») –, os assuntos neles abordados correspondiam quase inteiramente. Ou seja, são classificados assim, por fazerem parte de uma mesma visão ou um mesmo ponto de vista.
Por parecer que teriam bebido na mesma fonte, os primeiros grandes exegetas alemães designaram essa fonte como Q, abreviatura de Quelle, que significa precisamente 'fonte', em alemão. Adicionalmente, Mateus e Lucas também incluíram um material de duas outras fontes exclusivas, designadas como Fonte M e Fonte L respectivamente.
Quanto ao quarto Evangelho canônico, o Evangelho segundo João, este relata a história de Jesus de um modo substancialmente diferente, razão por que não se enquadra nos sinópticos. Desta maneira, há quatro evangelhos canônicos, dos quais três são sinópticos.
Enquanto que os evangelhos sinópticos apresentam Jesus como humano (que se destaca dos comuns por suas ações milagrosas) e são fontes de informações históricas sobre Jesus Cristo, o Evangelho de João descreve Jesus como o Messias, isto é, com o caráter divino de quem traz a redenção absoluta ao mundo. O evangelho de João sugere que ele próprio tivesse conhecimento dos Evangelhos Sinópticos, nos quais já existia informação suficiente sobre a vida de Jesus como homem, incumbindo-se João de mostrar, em seu Evangelho, os atributos de Jesus como Deus.

## Estrutura
Parte do conteúdo presente em todos os três evangelhos sinópticos é chamada de tripla tradição. Isso inclui a maioria das narrativas sobre os eventos da vida de Jesus, desde o seu batismo até a descoberta do túmulo vazio, após a crucificação. Também inclui algumas das parábolas (tais como a Parábola do grão de mostarda). A tripla tradição é responsável por 76% do texto de Marcos. Parte desse material está presente em quase todos os evangelhos, algumas vezes com pequenas variações. Existem ainda alguns casos notáveis, chamados "acordos menores", onde Mateus e Lucas concordam entre si na estrutura das frases, diferindo de Marcos.
Por sua vez, a dupla tradição explica o material (200 versículos) compartilhado entre Mateus e Lucas, porém ausente em Marcos. Esse conteúdo consiste quase que inteiramente em discursos e ensinamentos de Jesus que incluem a maior parte do Sermão da Montanha e a maioria das parábolas. A dupla tradição inclui três versículos (Mateus 3:8–10), atribuídos a João Batista, sendo que o último verso desse grupo também aparece em Mateus 7:19, sendo atribuído a Jesus; por fim, há a história do servo do centurião (Mateus 8:5–13).
Do material compartilhado entre Marcos e Mateus fazem parte a história da morte de João Batista, diversos milagres, incluindo uma das duas narrativas da alimentação milagrosa de multidões), a versão expandida do texto sobre a proibição do divórcio (Mateus 19:1–8) e também a narração da morte de Jesus (Marcos 15:34–41. Nesse material de Marcos-Lucas, aparece um único episódio de exorcismo,  que teria ocorrido em Cafarnaum. (Marcos 1:21–28).
O material exclusivo de Marcos consiste em alguns versos (40), incluindo, entre outros, Marcos 3:20–21, a Parábola da Semente (Marcos 4:26–29), dois milagres (Marcos 7:31–37 - Curando o surdo-mudo da Decápolis - e Marcos 8:22–26 - Curando o cego de Betsaida), dois fragmentos sem significação óbvia em Marcos 9:49 e Marcos 14:51–52, e o verso em Marcos 16:8 no qual há a declaração da mulher que descobriu o túmulo vazio e não disse nada a ninguém.
O material exclusivo de Mateus ou Lucas é bastante extenso. Este inclui dois distintos, porém similares fatos sobre a genealogia de Jesus, duas narrativas distintas de nascimento, e duas narrativas sobre a ressurreição. Mateus adiciona diversas declarações ao Sermão da Montanha e várias parábolas - dentre as quais a "Parábola do Credor Incompassivo", a "Parábola das Ervas Daninhas" e a "Parábola dos Trabalhadores da Vinha") -, além da profecia do julgamento final (Mateus 25:31–46) e a descrição do suicídio de Judas Iscariotes. Lucas também traz múltiplos milagres e parábolas exclusivas, tais como  a parábola do Bom Samaritano). Muitos detalhes dos últimos dias de Jesus somente podem ser encontrados em Mateus e Lucas. Por exemplo, Mateus é o único evangelhista  a dizer que Jesus entrou em Jerusalém sobre dois animais (Mateus 21:2–7) e que o túmulo de Jesus foi guardado por soldados. Já Lucas é o único evangelhista a relatar que um dos ladrões crucificados juntamente com Jesus se arrependeu e recebeu de Jesus a promessa do Paraíso. (Lucas 23:40–43).

## Composição
Existe um debate contínuo entre os críticos bíblicos a respeito da composição dos evangelhos sinópticos.

### Visão tradicional
Tradicionalmente, o evangelho de Mateus é entendido como o primeiro evangelho escrito. O evangelho de Marcos foi escrito depois do de Mateus, incorporando partes deste; finalmente, o evangelho de Lucas foi escrito com base nos outros dois, também baseados em outras testemunhas oculares. Esse entendimento é comumente chamado de Hipótese Agostiniana. Diferente de outras hipóteses, esta não se baseia na existência de nenhum documento que não fora explicitamente mencionado por testemunhos históricos. Adeptos da Hipótese Agostiniana a consideram como uma visão simples e coerente dos Evangelhos Sinópticos. Entretanto, a crítica textual tem mostrado várias falhas na visão tradicional, a qual tem sido amplamente desconsiderada pela comunidade acadêmica. Estudos modernos dão ênfase a hipóteses que consideram terem sido usadas duas ou quatro fontes distintas a composição desses evangelhos.
Um retorno à visão tradicional foi encontrado na hipótese de Eta Linnemann, que sustenta que os evangelhos de Mateus e Marcos foram escritos juntos, observando o requerimento de "duas testemunhas" definido na Lei Mosaica.

### Visão histórica e crítica

#### Prioridade de Marcos
O entendimento de que o evangelho de Marcos teria sido o primeiro dos evangelhos canônicos e a fonte para Mateus e Lucas é adotado pela escola de crítica bíblica moderna.

#### FonteQ

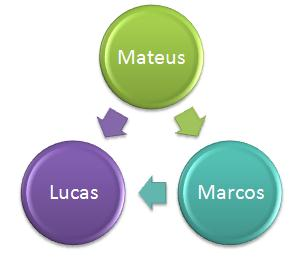
A hipótese Agostiniana sugere que o Evangelho de Mateus foi escrito primeiro. O Evangelho de Marcos teria utilizado o de Mateus como fonte, e o Evangelho de Lucas teria utilizado os dois anteriores como fonte

Outro fundamento dos estudos bíblicos modernos é a pressuposição da existência da Fonte Q, uma fonte escrita, e atualmente perdida, hipoteticamente utilizada por ambos, Mateus e Lucas.
Os evangelhos sinópticos estão relacionados, um com o outro, segundo o seguinte esquema: se o conteúdo de cada evangelho é indexado em 100, então quando se compara esse resultado obtém-se: Marcos tem 7 peculiaridades e 93 coincidências; Mateus tem 42 peculiaridades e 58 coincidências; Lucas tem 59 peculiaridades e 41 coincidências. Portanto, 13/14 de Marcos, 4/7 de Mateus e 2/5 de Lucas são coincicências.
O estilo de Lucas é mais polido do que o de Mateus e Marcos, com menos hebraísmos. Lucas utiliza algumas palavras latinas (q.v. Lucas 7,41; 8,30; 11,33; 12,6 e 19,20), mas nenhum termo em aramaico ou hebraico, exceto shekar (Levítico 10,9), uma bebida fermentada, da mesma natureza do vinho, talvez feita de suco de romã, tâmara. Esse Evangelho contém 28 referências distintas ao Antigo Testamento.